# راون سایمون
راون سایمون کریستینا پیرمن (به انگلیسی: Raven Symone)، (متولد ۱۰ دسامبر ۱۹۸۵) که بیشتر با نام حرفه‌ای‌اش، راون سایمون یا به صورت ساده‌تر راون شناخته می‌شود، یک بازیگر، خواننده، ترانه‌سرا، کمدین، رقاص، تهیه‌کننده تلویزیونی و مدل آمریکایی است. موفقیت حرفه‌ای سایمون اولین بار در سال ۱۹۸۹ با بازی در نمایش کوسبی در نقش اولیویا بدست آمد.
وی در ۲ اوت ۲۰۱۳ همجنس‌گرایی خویش را علنی کرد.